# Escucha reflexiva
La escucha reflexiva es una estrategia de comunicación que implica 2 pasos clave: intentar comprender la idea del hablante y transmitirle entonces esa idea para confirmar que se ha entendido correctamente.La escucha reflexiva es una estrategia más específica que los métodos más generales de escucha activa. El adjetivo reflexiva tiene aquí más que ver con reflejar que con reflexionar.

## Forma de empatía
La escucha reflexiva surgió de la escuela de terapia centrada en el paciente de Carl Rogers en la teoría de la asesoría. No se trata simplemente de repetir palabra por palabra lo que se dijo, sino que la escucha reflexiva implica la comprensión genuina de lo que se dijo. El enfoque de Rogers se centra en la empatía.La escucha reflexiva requiere práctica y quien la realice debe estar auténticamente interesado en escuchar al hablante para que este pueda expresarse sinceramente.

## Estilo de comunicación
La escucha reflexiva es una de las habilidades centrales de la entrevista motivacional, un tratamiento psicológico que intenta satisfacer los deseos de cambio de los pacientes. Al reflejar las palabras de la persona que habla, su tono y otros elementos no verbales deben ser tenidos en cuenta por el terapeuta para expresar un reflejo fiel.
Puede haber momentos en la vida diaria en los que la escucha reflexiva resulte útil. Por ejemplo, si un ser querido sufre depresión y no expresa sinceramente sus sentimientos, escuchar reflexivamente podría ser una estrategia eficaz para ayudarlo a abrirse. El Dr. Xavier Amador sugiere que si tu pareja dice que está bien, entonces podrías responderle: «Lo que me estás diciendo es que no pasa nada, ¿es correcto? ¿Puedo decirte lo que he notado?»Estas preguntas pueden permitir que la otra parte se sienta valorada, ya que a veces solo quiere ser escuchada, no recibir consejos de inmediato.
La escucha reflexiva es un componente crucial en diversas ocupaciones que requieren comunicación directa con los demás. No comprender las necesidades de la persona que habla puede provocar errores en el trabajo, como problemas que no se resuelven o decisiones que no se toman rápidamente.

## Aplicación adicional
Se ha descubierto que la escucha reflexiva es eficaz en psicoterapia. Usar la empatía para escuchar activamente permite una mejor comprensión del contexto entre ambas partes. Los pacientes que fueron escuchados reflexivamente por su terapeuta sintieron que la relación terapéutica era mejor y revelaron más sentimientos. Con una relación positiva entre ambas partes lograda a través de la escucha reflexiva, hay mayores posibilidades de recuperación.
Se han utilizado canciones para mejorar las habilidades de escucha reflexiva de estudiantes que planean convertirse en terapeutas. Al interpretar las emociones y sentimientos que se encuentran tras la letra de una canción, los estudiantes pueden aprender a reconocer mensajes ocultos, lo que les puede ser útil con sus futuros pacientes.

## Para saber más
- Arnold, Kyle (2014). «Behind the Mirror: Reflective Listening and its Tain in the Work of Carl Rogers». The Humanistic Psychologist 42 (4): 354-369. doi:10.1080/08873267.2014.913247. (enlace roto disponible en Internet Archive; véase el historial, la primera versión y la última).
- Baker, A. C.; Jensen, P. J.; Kolb, D. A. (1997). «In Conversation: Transforming Experience into Learning». Simulation & Gaming 28 (1): 6-12. doi:10.1177/1046878197281002.
- Fisher, Dalmar (1981). Communication in organizations. St. Paul, Minnesota: West Publishing Company.
- Gerwood, Joseph B. «Nondirective Counseling Interventions with Schizophrenics». Psychological Reports 73 (3f): 1147-51. PMID 8115566. doi:10.2466/pr0.1993.73.3f.1147. 3863920.|año=1993}}
- Katz, Neil H. and John W. Lawyer (1985). Communication and conflict resolution skills. Dubuque, Iowa: Kendall Hunt.
- Kotzman, Anne (1984). Reflective listening. Kew, Victoria: Institute of Early Childhood Development.
- Rogers, Carl (1951). Client-Centered Therapy: its current practice, implications, and theory. Boston: Houghton Mifflin.
- Sahakian, William S. (1977). «William S. Sahakian. History and systems of psychology. New York: Wiley, 1975. Xviii + 494 pp. $19.50; paper, $8.95. (Paul T. Mountjoy)». Journal of the History of the Behavioral Sciences 13 (1): 78-81. doi:10.1002/1520-6696(197701)13:1<78::AID-JHBS2300130109>3.0.CO;2-9.